# Orla Góra (Pojezierze Drawskie)
Orla Góra – wzniesienie o wysokości 176,2 m n.p.m. na Pojezierzu Drawskim, położone w woj. zachodniopomorskim, w powiecie szczecineckim, w gminie Szczecinek.
Ok. 1 km na północny wschód od wzniesienia leży wieś Krągłe.
Nazwę Orla Góra wprowadzono urzędowo w 1950 roku, zastępując poprzednią niemiecką nazwę Steffen Berg.